# سوخو-۱۷ (۱۹۴۹)
سوخو-۱۷ در سال ۱۹۴۹ میلادی به ثبت رسید .فقط نمونه اولیه ساخته شد و هیچ وقت پرواز نکرد

تصویری از بدنه سوخو-۱۷

سوخو-۱۷ (۱۹۴۹) (به انگلیسی: Sukhoi Su-17 (1949)) یک هواگرد ساختِ کارخانهٔ سوخو در کشور اتحاد جماهیر سوسیالیستی شوروی است.